# 경태 (연호)
경태(景泰, 1450년 ~ 1457년 1월)는 명나라 대종(代宗) 경태제(景泰帝)의 연호이다. 7년 1개월 가량 사용하였다. 
경태제가 탈문의 변으로 인하여 폐위 되면서 태상황 영종이 복위한 후, 경태 연호를 폐하고 천순(天順) 으로 개원하였다.

## 개원
- 정통(正統) 14년 9월 6일[1](율리우스력 1449년 9월 22일)에 연호를 경태(景泰)로 정하고, 내년 1월 1일[2](율리우스력 1450년 1월 14일)에 개원함.[3][4][5]

- 경태(景泰) 8년 1월 21일[6](율리우스력 1457년 2월 15일)에 태상황 영종(英宗)의 복위 후, 연호를 천순(天順)으로 개원함.[7][8][5]

## 연대 대조표
| 경태 | 서기(西紀) | 간지(干支) |
| 원년 | 1450년     | 경오(庚午) |
| 2년  | 1451년     | 신미(辛未) |
| 3년  | 1452년     | 임신(壬申) |
| 4년  | 1453년     | 계유(癸酉) |
| 5년  | 1454년     | 갑술(甲戌) |
| 6년  | 1455년     | 을해(乙亥) |
| 7년  | 1456년     | 병자(丙子) |
| 8년  | 1457년     | 정축(丁丑) |

## 동시대 연호

### 중국
- 황소양(黃蕭養) 동양(東陽) (1449년 ~ 1450년)
- 주휘잡(朱徽煠) 현원(玄元) (1451년 ~ 1452년)
- 이진(李珍) 천순(天順) (1456년)
- 왕빈(王斌) 천수(天綉) (1457년)

### 몽골
- 오이라트 에센(衛拉特 也先) 첨원(添元) (1453년 ~ 1457년?)

### 베트남
- 다이호아(大和) (1443년 ~ 1453년)
- 지엔닌(延寧) (1454년 ~ 1459년)

### 일본
- 호토쿠(寶德) (1449년 ~ 1452년)
- 교토쿠(享德) (1452년 ~ 1455년)
- 고쇼(康正) (1455년 ~ 1457년)

## 같이 보기
- 중국의 연호 목록